# Гуардо
Гуардо (ісп. Guardo) — муніципалітет в Іспанії, у складі автономної спільноти Кастилія-і-Леон, у провінції Паленсія. Населення — 7297 осіб (2010).
Муніципалітет розташований на відстані близько 280 км на північ від Мадрида, 90 км на північ від Паленсії.
На території муніципалітету розташовані такі населені пункти: (дані про населення за 2010 рік)
- Гуардо: 7104 особи
- Інторсіса: 67 осіб
- Муньєка: 113 осіб
- Сан-Педро-де-Кансолес: 13 осіб

## Демографія
Динаміка населення (INE ):